# Love Love Love (平井堅單曲)
《Love Love Love》，日本男歌手平井堅的第7張單曲。1998年5月30日發行。

## 概述
- 愛唱歌的傻瓜重生第一彈。
- 在平井堅走紅後，此曲多次在演唱會的結尾時演唱，與B面的《想變堅強》都是歌迷間的名曲之一。

## 收錄曲目
1. Love Love Love
  - 作詞、作曲：平井堅／編曲：中西康晴、鈴木大
  - TBS電視台片頭曲
2. 想變堅強
  - 作詞、作曲：平井堅／編曲：鹿島伸夫

## 翻唱
1. 女歌手絢香出道前第一次公開表演就是在學校的體育館演唱《Love Love Love》，並於2009年FNS歌謠祭中與平井堅合唱。
2. 2007年12月20日，絢香於日本武道館演唱《想變堅強》，收錄在絢香第二張專輯《Sing to the Sky》初回限定盤的DVD中。

## 外部連結
- Sony Music的作品介紹
  - 通常盤 （页面存档备份，存于）